# بيرندي ورلد
بيرندي ورلد وهو أحد شخصيات أنمي ون بيس، وهو كابتن قراصنة العالم والخصم الرئيسي في الحلقة الخاصة: ون بيس 3D2Y , وأيضا هو سجين سابق في الامبل داون.

## مظهره
ورلد هو شخص طويل جدا وضخم ولديه كرش ومشعر الجسد، ولديه اقدام نحيلة (يشبه تيتش), ولديه لحية كثيفة خضراء اللون فاتحة وشارب ابيض بشكل حرف W , وهو يرتدي خوذة على رأسه ذات قرنين مكسور أحدهما عمدا من أجل ان يجلس اخوه المريض على كتفه، ويبدو انه يفتقد بعض الاسنان ولديه ندبة واضحة على فروة رأسه، ويرتدي معطفا لونه اسود وارجواني، ويرتدي بنطال لونه اخضر مع حزام بني اللون فيه نجمة، ويرتدي احذية بنية اللون أيضا.

## شخصيته
مثل العديد من شخصيات ون بيس ورلد لديه ضحكة خاصة وهي «بارورورورورو»

في الماضي كان ورلد رجل يريد فقط الخروج في البحار من أجل الحرية والمغامرة، ولكن بعد سجنه في الامبل داون تغيرت أهدافه وأصبح ينوي إسقاط حكومة العالم، حتى لو كان ذلك يعني التضحية بطاقمه الخاص، فقد أصبح قاسي جدا ولا يرحم، حتى مع اخيه

و قد أطلق عليه لقب «مدمر العالم» لأنه كان يدمر كل من يعترض طريقه من تنانين سماوية وبحرية وقراصنة آخرين

و هو أيضا ضارم ومتشدد ويريد أن ينفذ خططه بأسرع وقت، وهو لا يقبل بالفشل ويعاقب اتباعه الفاشلين

و يبدو انه جاهل وغبي بعض الشيء حيث أنه لا يعرف ما يدور خارج طاقمه، ولم يكن يعرف ماهو السايفر بول، وبعد خروجه من السجن اتضح انه لم يكن يعرف ماهو الشيتشيبوكاي 

في حين انه مخطط جيد قليلا، بسبب جهله جنبا الي جنب مع عناده، لم يكن ورلد قاد على رؤية العيوب في خططه، وهذا واضح عندما ظن ان بوا هانكوك ستكون رهينة ذات قيمة عالية عند حكومة العالم لأنها شيتشيبوكاي، وقد تبين ان ذلك غير صحيح حيث أن حكومة العالم امرت أكاينو بتدمير سفينة ورلد التي كانت تحوي هانكوك وشيتشيبوكاي آخر الذي هو باجي المهرج.

## علاقاته

### طاقمه
في السابق كان ورلد محبا لطاقمه ويقلق عليهم ويهتم لهم، حيث أنه خاطر بحياته من أجل بوجاك، ولكن بعد أن قبضت عليه قوات البحرية وهرب طاقمه من أجل إنقاذ انفسهم، اعتبرها خيانة واعتبرهم بيادق من أجل إسقاط حكومة العالم.

### بوجاك
بوجاك هو شقيق ورلد الاصغر، وقد كان ورلد يهتم له كثيرا، وقد اخرجه معه إلى البحر رغم كونه مريضا، وقد كان يحميه، لكن بعد أن قبضت عليه قوات البحرية، اعتبره خائن مثل بقية الطاقم.

## الأعداء

### مونكي دي لوفي
فوجئ ورلد عندما علم بأن لوفي هو حفيد مونكي دي جارب، وسخر منه لأنه لم يستطع إنقاذ شقيقه بورتغاس دي إيس في الحرب، وقال له ان الاصدقاء مجرد أدوات، لكنه هزم في النهاية من لوفي.

### بوا هانكوك
قام ورلد بالهجوم على آمزون ليلي كي يأخذ هانكوك كرهينة من أجل حكومة العالم والتنانين السماوية، لكنه فشل.

### مونكي دي جارب
ورلد يعرف جارب منذ ثلاثين سنة تقريبا، وبعد أن علم بأن لوفي حفيد جارب، قال بأن جارب رجل عجوز مع قبضات قوية.

### حكومة العالم
كونه مشهور بمضايقته لحكومة العالم حتى التنانين السماوية، فأن حكومة العالم تعتبره تهديد وقد وضعت مكافأة كبيرة على رأسه، وقد طالبت الشيتشيبوكاي والبحرية والسايفر بول بقتله، وهو أيضا يكره حكومة العالم كثيرا لأنهم سجنوه بالامبل داون، وقد اقسم على الانتقام منهم، لكنه فشل في النهاية.

### قراصنة اخرين
اشتهر ورلد بتدمير قراصنة آخرين، وقد تحلفوا هؤلاء القراصنة مع حكومة العالم من أجل قتل ورلد.

## قوته وقدراته
ورلد هو قرصان قوي جدا، كان محبوسا في المستوى السادس في الامبل داون، وتمكن من الهرب، وقد وضعت حكومة العالم مكافأة على رأسه قدرها 500.000.000 بيلي تقريبا مساوية لمكافأة دون تشينجاو، مما يدل على قطورته، وقد هاجم أيضا سفينة تنانين سماوية وكان ينوي تدمير ماريجوا، وقد استدعو كل الشيتشيبوكاي ضده على الرغم من انه عجوز، حيث أنه يعتبر تهديد عالمي، وعندما قبض عليه وضعوه في المستوى السادس في الامبل داون، حيث لم يكن لديه أي فرصة للهروب، مع ذلك فكبر سنه وضعف جسده اثر عليه ولم يعد قوي كالسابق (عمره 78 سنة).

### فاكهة الشيطان
اكل ورلد من فاكهة موا موا نومي والتي تعني المزيد من نوع بارميسيا، والتي تسمح له بزيادة قوة وسرعة أي شيء، وهو يستخدمها دائما إلى مضاعفة قوة المدافع لديه تقريبا 100 مرة، فضلا عن زيادة سرعته وقوته إلى حد كبير جدا.

### هاكي
و هو ماهر جدا في استخدام الهاكي، كما تبين انه متقن لهاكي التصلب، حيث تمكن من ضرب لوفي والتأثير عليه، وقد تمكن من تصدي للكمة لوفي بالهاكي الخاص به، والهاكي لديه قادر لتصدي السيوف أيضا، وهو قادر على تغطية كامل جسده بالهاكي مثل فيرغو وبيكا.

### روكوشيكي
على الرغم من انه لا يمتلك أي انتمائات لحكومة العالم، لكنه قادر على استخدام الروكوشيكي، وهو قادر على استخدام السورو والغيبو، وأيضا هو يضاعف سرعته بالسورو مع قوة فاكهة الشيطان أكثر بكثير.

### الاسلحة
عادة ما يستخدم اشياء صغيرة كي يضاعف قوتها بفاكهة الشيطان وتصبح قوية، وهو يمتلك مدفع هائل ضاعف قوته لدرجة انه قادر على تدمير جزيرة كاملة بضربة واحدة فقط.

## معاركه
- قراصنة ورلد ضد قوات البحرية وحكومة العالم

النتيجة: فوز البحرية وحكومة العالم
- ورلد ضد قراصنة الكوجا ومونكي دي لوفي

النتيجة: فوز ورلد
- ورلد ضد لوفي

النتيجة: فوز رولد
- ورلد ضد لوفي

النتيجة: فوز لوفي

## هوامش
- ورلد يمتلك على مكافأة بين شخصيات الفلر.
- أول مكافأة وضعت على ورلد كانت 200.000.000 بيلي.
- ورلد هو ثاني شخصية فلر هرب من السجن بسبب اقتحام مارشال دي تيتش السجن بعد «باتريك ريدفيلد»